# アップルタワーズ仙台
アップルタワーズ仙台（アップルタワーズせんだい）は、宮城県仙台市若林区五橋におけるアパグループによる再開発地区である。

## 概要
仙台市都心部南側に位置する五橋地区において、日本たばこ産業仙台支店跡地に建設された、ホテル1棟・マンション3棟・駐車場棟1棟の計5棟の建物からなるプロジェクトであり、「全邸天然温泉付きホテル&レジデンス」を謳っている。（2016年現在、マンション3棟は温泉施設を共用部から廃止している。）
高速バスの仙台 - 福島線や仙台 - 山形線の増便・運賃値下げ競争に代表される仙台発着の東北地方の陸上交通の再編による仙台市の経済圏の拡大、「アクセス30分構想」や「オムニバスタウン事業」などによる仙台都市圏の交通の利便性向上などを背景に仙台では、2002年度（平成14年度）を景気の底としてIT不況からの回復傾向になっていたところ、2004年（平成16年）のプロ野球再編問題（最終的に東北楽天ゴールデンイーグルスが新規参入）で仙台が注目されるようになり、不動産証券化やJ-REITにより活性化しつつあった東京や外国の資本が仙台に次々流入して「レッドバブル」が発生、さらには仙台・宮城デスティネーションキャンペーン（2008年10月1日～12月31日）に向けた投資が活発化していざなみ景気が仙台に本格的に到来する「仙台プチバブル」と言われる好景気となった。
当プロジェクトは、その「レッドバブル」のさきがけとして知られる。当初は「約500室規模のホテルと約700邸のマンションとなる大規模都市開発に着手する」とプレスリリースで発表されていたため、現在よりも高い高層ビルが建設されると見られた。しかし、「仙台市環境影響評価条例」に基づく環境アセスメントを行うと投資額の早期回収が出来ないため、仙台での他の高層ビル建設でも多く見られる環境アセスメントの必要がない高さでの開発となった。
また、建設中に構造計算書偽造問題がアパグループの物件でも発覚したため、構造計算書や耐震性に問題が無い当プロジェクトまで風評被害を受けることになった。

## 施設

### アパヴィラホテル<仙台駅五橋>
2006年（平成18年）7月5日着工、2008年（平成20年）2月20日に開業。街区北側に位置する（北緯38度15分18.3秒 東経140度52分56.1秒 / 北緯38.255083度 東経140.882250度）。20階建て、客室数は610室。1階にファミリーマート、2階にレストランを併設する。また、大浴場には敷地地下800mから湧出した温泉を配湯している。

### ブローディアタワー
2008年（平成20年）10月28日完成。街区の南西に位置する（北緯38度15分15.7秒 東経140度52分55.1秒 / 北緯38.254361度 東経140.881972度）。地上30階建て、288戸の免震高層マンション。1階には共用スペースとして和室・Dolby ATMOSに対応したシアタールームがあるほか、21・22階にはゲストルーム、屋上には緊急救助用のヘリポートがある。

### アベリアタワー
街区の南東に位置する（北緯38度15分15.3秒 東経140度52分57.4秒 / 北緯38.254250度 東経140.882611度）。地上18階建て、98戸の中層マンション。共用スペースとしてパーティールームがある。延床面積は、16957㎡である。

### レジディアタワー
街区の中央西側に位置する（北緯38度15分17.5秒 東経140度52分55.6秒 / 北緯38.254861度 東経140.882111度）。地上19階建て、66戸の賃貸マンション。低層部分は機械式駐車場となっている。延床面積は、7032.07㎡である。

### ワンダーガレージ
街区中央東側に位置する（北緯38度15分16.6秒 東経140度52分57.8秒 / 北緯38.254611度 東経140.882722度）。自走式駐車場棟。5階建て・6層構造となっており、ブローディアタワー・アベリアタワー両マンションのための施設となっている。

## 沿革
- 1999年（平成11年）12月12日、「仙台市環境影響評価条例」施行。これにより、仙台市内では100mを超える建築物を建設する際に環境アセスメントの実施が義務付けられるようになり、条例逃れのための100m未満ぎりぎりのビルが多数建つようになる。
- 2000年（平成12年）12月、日本たばこ産業 (JT) 仙台支店が、愛宕上杉通りに面する2万3400m2の社有地内で「JT仙台ビル」を移転・新築[3]。新ビルを除いた敷地を、1万0446m2（以下「当区画」）と約6000m2の区画に2分割して売却することとした[3]。
- 2001年（平成13年）、約6000m2の区画を三井不動産（東京都）に売却[3]（パークシティ仙台五橋として2004年（平成16年）3月に竣工）。
- 2003年（平成15年）
  - 当区画の入札を公告したものの応募がなく、仙台市役所にも売却を持ち掛けたが断られた[3]。
  - 6月14日～8月26日、当区画を仙台駅南特設会場と称し、木下大サーカスの仙台公演が行われた[4]。
- 2004年（平成16年）
  - 6月4日、当区画の公募実施要領が発表されたことが建設新聞に載った[† 2][5]。公募内容は、当区画の購入、または、用途地域が商業地域となっている当区画において小売店舗を前提としてJTが建設し、フロンティア不動産投資法人（JTが同年5月に設立）などのJ-REITスキームを用いた投資法人に売却された建物を賃貸借し、商業施設として運営する提案についてだった[5]。提案書の提出は、8月30日から9月3日を予定していた[5]。
  - 6月13日、NPBパシフィック・リーグの大阪近鉄バファローズとオリックス・ブルーウェーブが合併交渉をしていることが明らかになり、プロ野球再編問題がマスメディアで大きく取り上げられ始めた。
  - 9月16日、ライブドアの堀江貴文が「ライブドアベースボール」を設立し、宮城球場（仙台市）を本拠地球場として新規参入すると発表。
  - 9月22日、楽天の三木谷浩史が「楽天野球団」を設立し、宮城球場（仙台市）を本拠地球場として新規参入すると発表。
  - 10月、当区画の再公告を実施すると、住友不動産、三井不動産、および、アパグループの3社（いずれも東京都）から応募があった[3]。
  - 11月2日、東北楽天ゴールデンイーグルスの新規参入が正式決定。
  - 12月28日、当区画をアパグループが30億3000万円で落札[3][† 3]。同社は、楽天イーグルスの新規参入に沸く仙台では、観戦のための宿泊需要が増えるとみて、都市型ホテルと分譲マンションの建設を考えて取得した[3]。
- 2005年（平成17年）11月17日、構造計算書偽造問題が発生し、首都圏の高層建築物などで問題となる。
- 2006年（平成18年）
  - 3月、ボーリングにより敷地地下800mで、泉質がナトリウム-塩化物泉、泉温42.4℃、湧出量60L/分の源泉に到達し、「アパ仙台温泉」と命名した[6]。
  - 7月5日、APA仙台プロジェクトとして着工[7]。
- 2007年（平成19年）1月25日、ある設計事務所が構造計算を担当したアパホテル2棟に耐震性の問題があることが発覚した。その後、アパグループが同事務所に構造計算を依頼していた物件のうち数棟で問題があることが分かった[2][8]。なお、APA仙台プロジェクトでは問題がなかった。
- 2008年（平成20年）
  - 2月20日、アパヴィラホテル<仙台駅五橋>開業。
  - 10月28日、マンション3棟が竣工。

## 周辺施設
周辺地域は、大手ディベロッパーの高層マンションが多数林立している。
- ミッドプレイス仙台
- パークハウス仙台五橋タワー
- パークシティ仙台五橋
- シティタワー仙台五橋
- JR仙台病院
- 仙台中央警察署

## アクセス
- 仙台市地下鉄南北線・五橋駅 - 徒歩2分
- JR東日本/仙台市地下鉄・仙台駅 - 徒歩8分